# Katharinenkirche (Oppenheim)

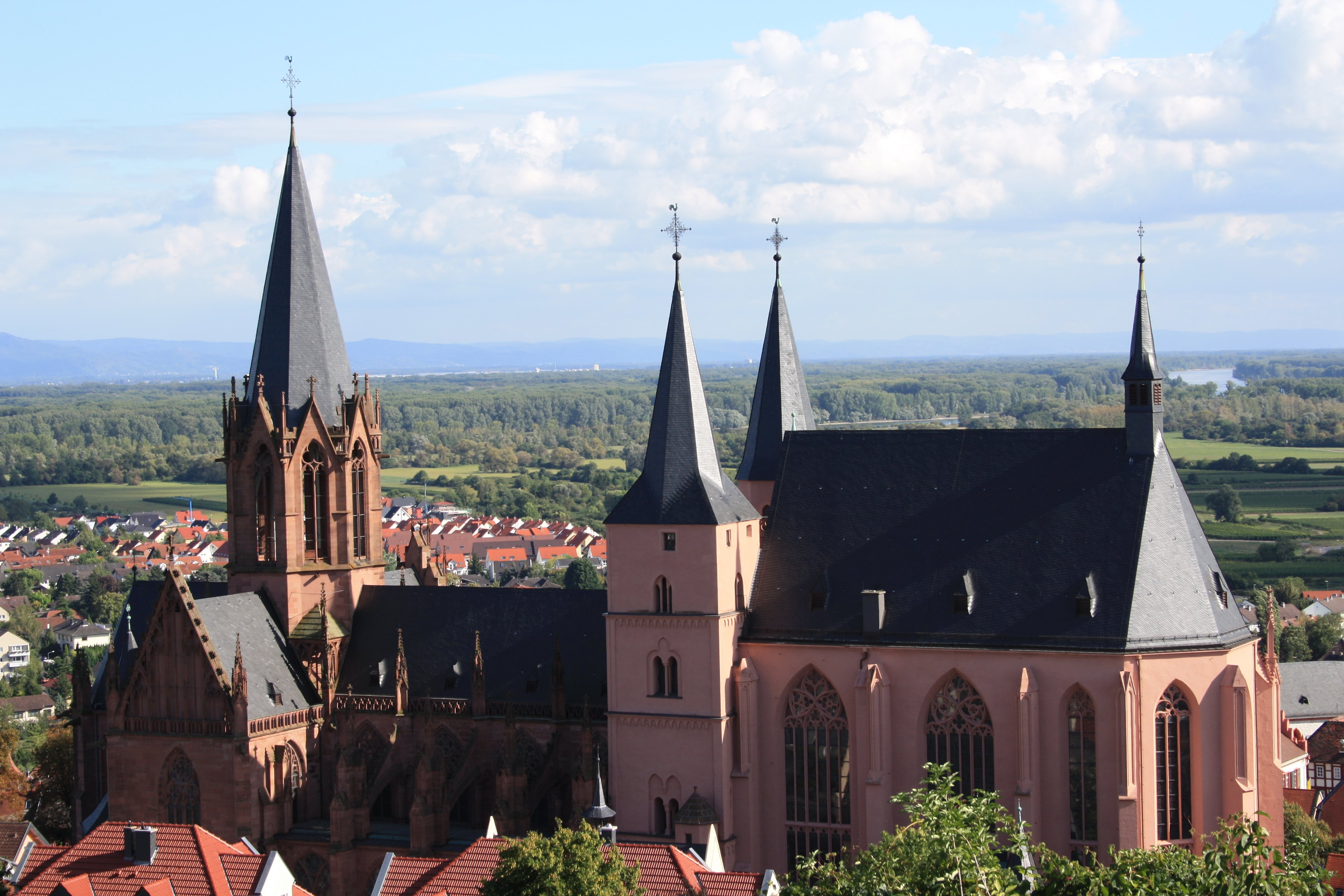
Katharinenkirche von den westlichen Weinbergen aus

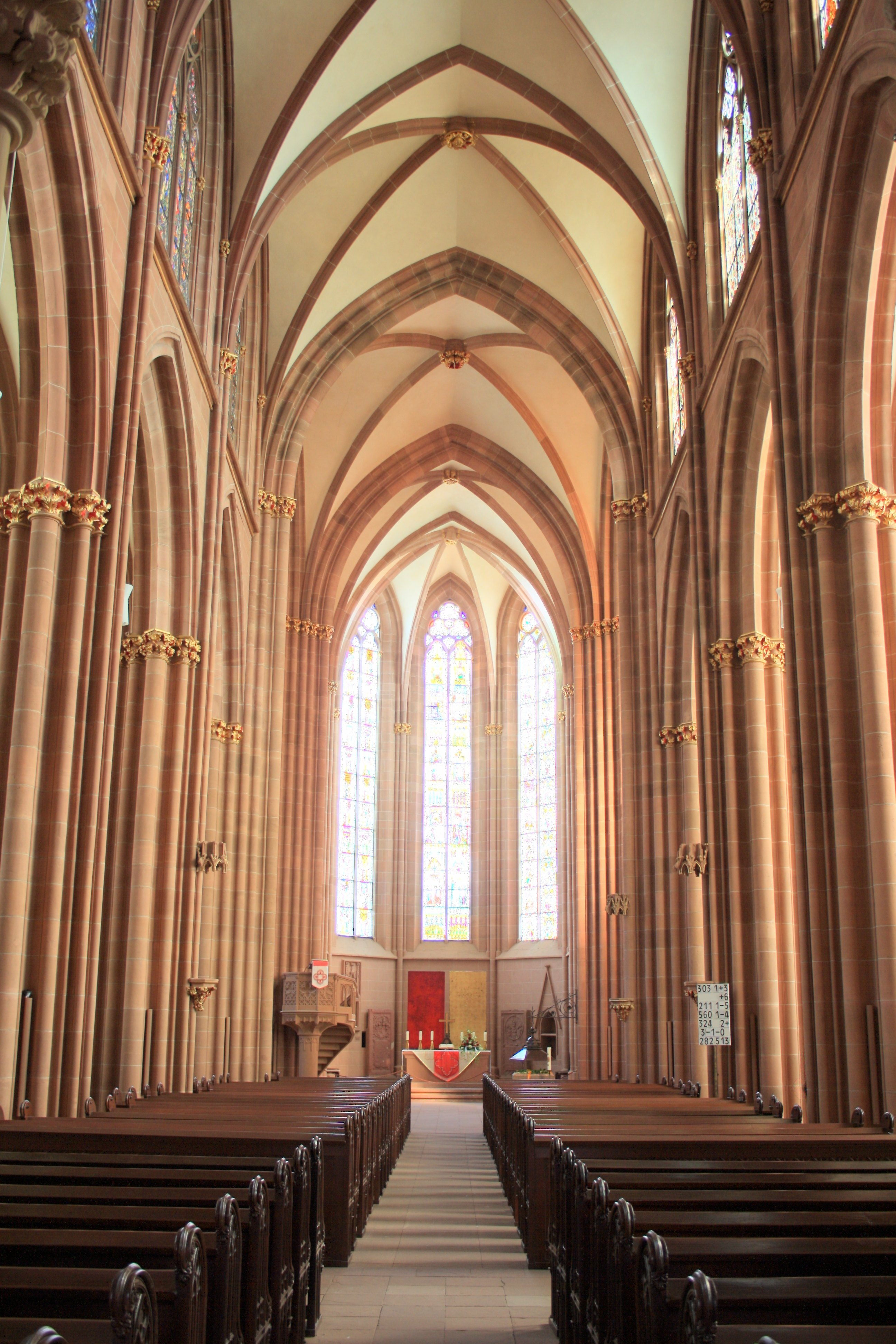
Blick in das Kirchenschiff

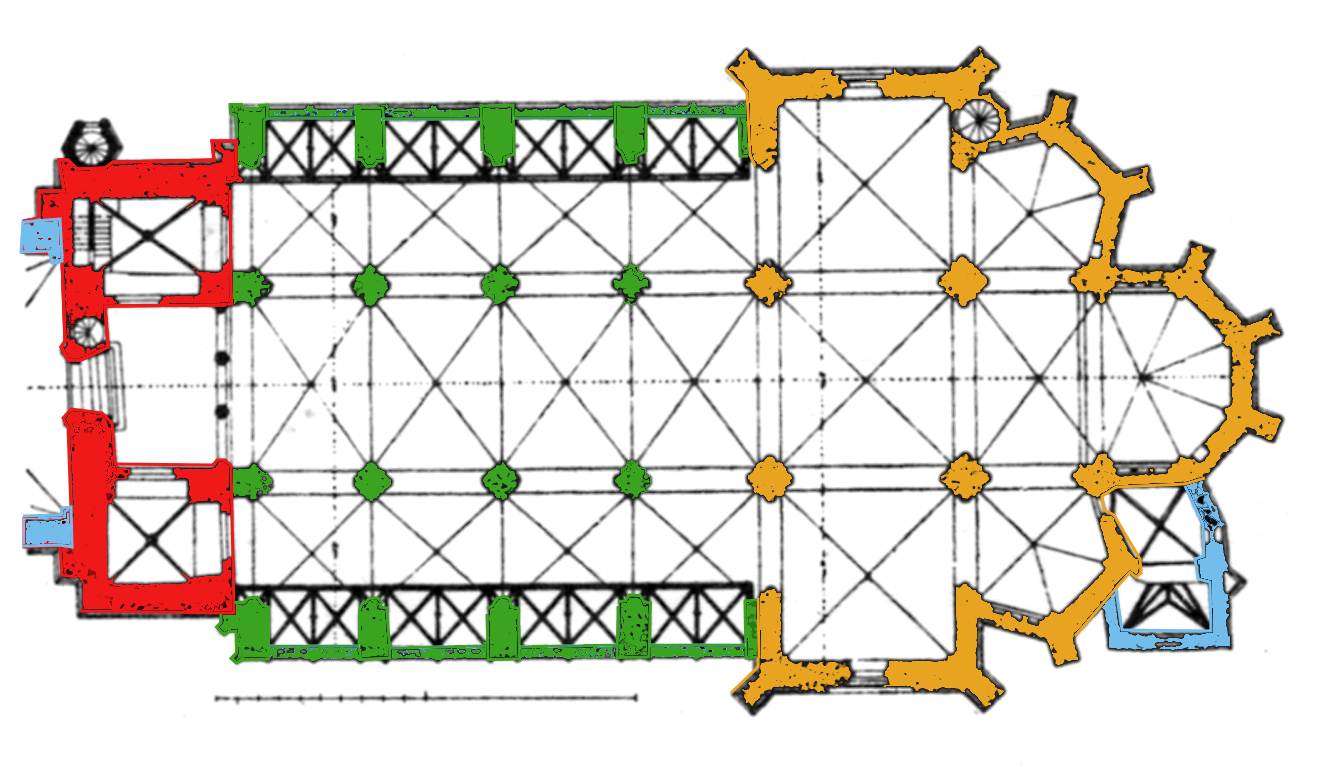
Bauphasen der Katharinenkirche (Der spätgotische Westchor fehlt im Plan): Rot = spätromanische Westfassade; Gelb = hochgotischer Chor; Grün = Langhaus des 14. Jh.; Blau = Ergänzungen des 15. Jh.

Die Katharinenkirche in Oppenheim gilt als eine der bedeutendsten gotischen Kirchen am Rhein zwischen Straßburg und Köln. Sie wurde in Abschnitten im 13., 14. und 15. Jahrhundert errichtet.

## Geschichte
Im Zuge seiner Bemühungen, in Oppenheim Fuß zu fassen, beanspruchte der Mainzer Erzbischof zusammen mit der Neustadt, die schon zum Bistum Mainz gehörte, auch das Patronatsrecht über die gerade fertiggestellte Katharinenkirche, die noch vom Seelsorger von St. Sebastian betreut wurde. König Richard von Cornwall trennte 1258 die beiden Kirchen und legte die Diözesangrenzen von Mainz und Worms mitten durch die Stadt. Die Katharinenkirche wurde mainzisch und Pfarrkirche der mainzischen Neustadt. Die Sebastianskirche fiel dem Bistum Worms zu und blieb Pfarrkirche der wormsischen Altstadt.
Im Jahr 1317 hatte der Mainzer Erzbischof an der Katharinenkirche ein Stift, d. h., die Einrichtung wurde einer Gemeinschaft von Geistlichen zugewiesen, die regelmäßig Gottesdienst zu halten hatten (Kollegiatstift). Nach 1400 bauten die Stiftsherren einen eigenen Chor im Westen an die Kirche an (1439 geweiht). Im Jahr 1556 wurde die Katharinenkirche lutherische und 1565 reformierte Pfarrkirche Oppenheims, bevor sie nach dem Westfälischen Frieden von 1648 endgültig den Reformierten übergeben wurde; seit 1822 ist sie gemeinsames Gotteshaus für die unierten Lutheraner und Reformierten.

## Baugeschichte

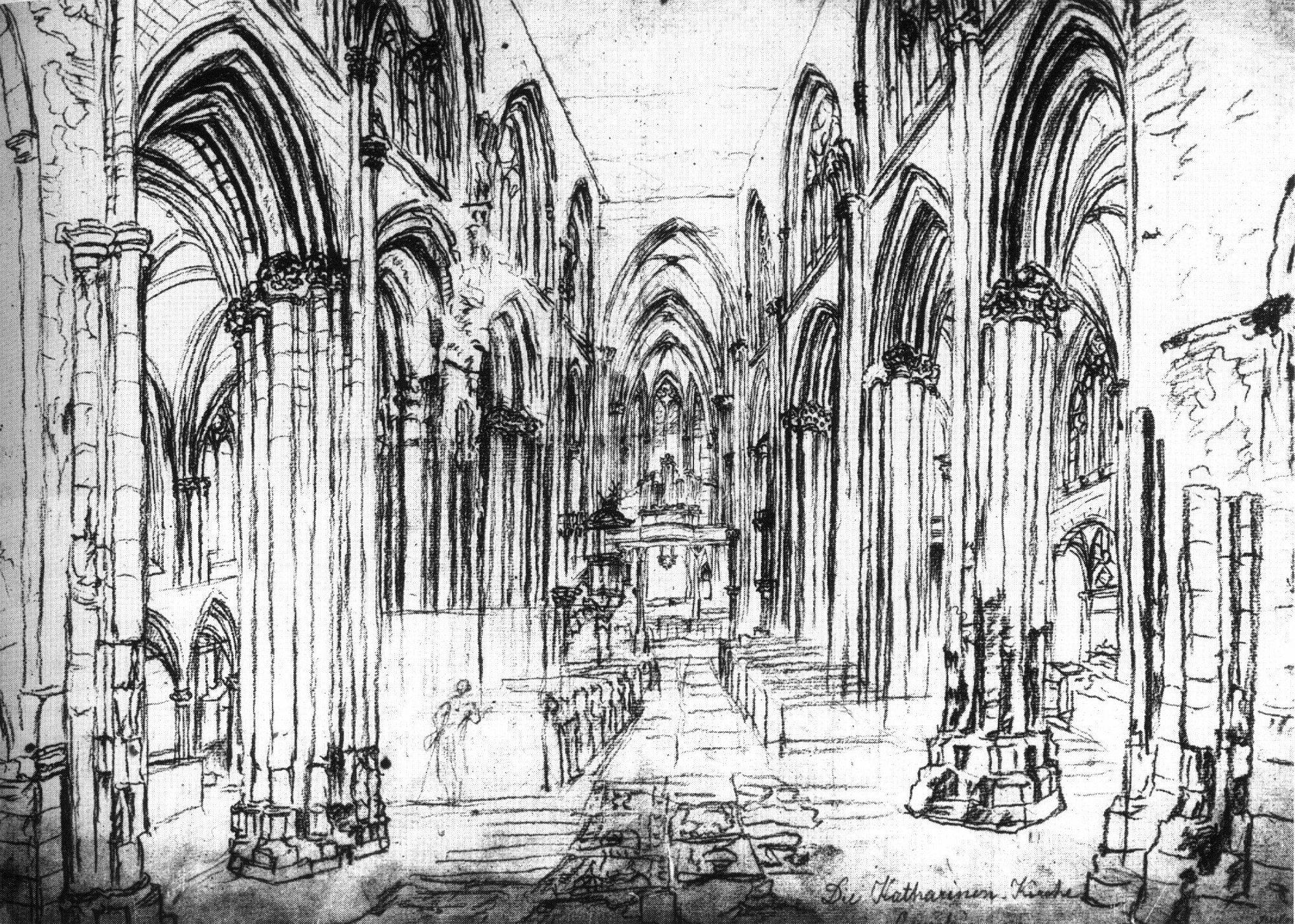
Die Katharinenkirche als Ruine (um 1800), Zeichnung des Speyerer Malers Johannes Ruland

Der erste Bau der Katharinenkirche dürfte mit der Stadterhebung Oppenheims 1226 begonnen worden sein, 1234 gewährte Papst Gregor IX. einen Ablass für den Kirchenneubau. 1258 wurde die Katharinenkirche zur Pfarrkirche erhoben. Von diesem Bau sind die beiden spätromanischen Westtürme erhalten, die zusammen mit den Ausgrabungen von 1878 bis 1889 eine Emporenbasilika erschließen lassen.
Bereits 1262 soll in Anwesenheit von König Richard von Cornwall der Grundstein zum heutigen gotischen Kirchenneubau gelegt worden sein, der Baubetrieb der Kirche („fabrica parrochiae“) ist 1291 erstmals erwähnt. In dieser Zeit entstanden unter Einfluss des Straßburger Münsters die Ostteile der Kirche mit Chor, Diagonalkapellen und dem Querhaus mit seinem Vierungsturm.
Hinsichtlich der Bauchronologie des Langhauses bestehen unterschiedliche Auffassungen. Nach Bernhard Schütz wurde ab 1305 die Nordseite durch einen Kölner Meister errichtet, ab 1317 (Inschrift am Strebepfeiler) wurde dann die Südseite in reicheren, gleichfalls kölnischen Formen begonnen, bis 1340 sei dann der Anbau des nördlichen Seitenschiffs erfolgt. Nach jüngeren Überlegungen gehört letzteres bereits zur ersten Langhausphase, die deutlich straßburgisch geprägt war. Mit dem Bau der südlichen Schaufassade machte sich dann ab 1317 der Einfluss des Freiburger Münsters bemerkbar, und erst mit dem Bau des Obergadens tritt der Kölner Einfluss in den Vordergrund.
Ab etwa 1400 kam es zum Neubau des spätgotischen Westchores, für dessen Portal 1414 der Frankfurter Stadtbaumeister Madern Gerthener verpflichtet wurde, 1439 wurde der Chor geweiht. Das reiche (1934–37 rekonstruierte) Gewölbe, dessen ursprüngliche Gestalt in einer mittelalterlichen Bauzeichnung überliefert ist, wurde erst nachträglich eingezogen, vermutlich durch den aus Worms stammenden Straßburger Münsterbaumeister Jodok Dotzinger. 1632 wurden im Westchor die Eingeweide des Kurfürsten Friedrich V. von der Pfalz bestattet, der kurz zuvor in seinem Mainzer Exil verstorben war. 1689 fiel das Bauwerk der Zerstörung durch die Franzosen zum Opfer. Die Dächer wurden zerstört und nahezu sämtliche Fenster, in der Folgezeit stürzten fast alle Gewölbe zusammen.

## Wiederaufbau

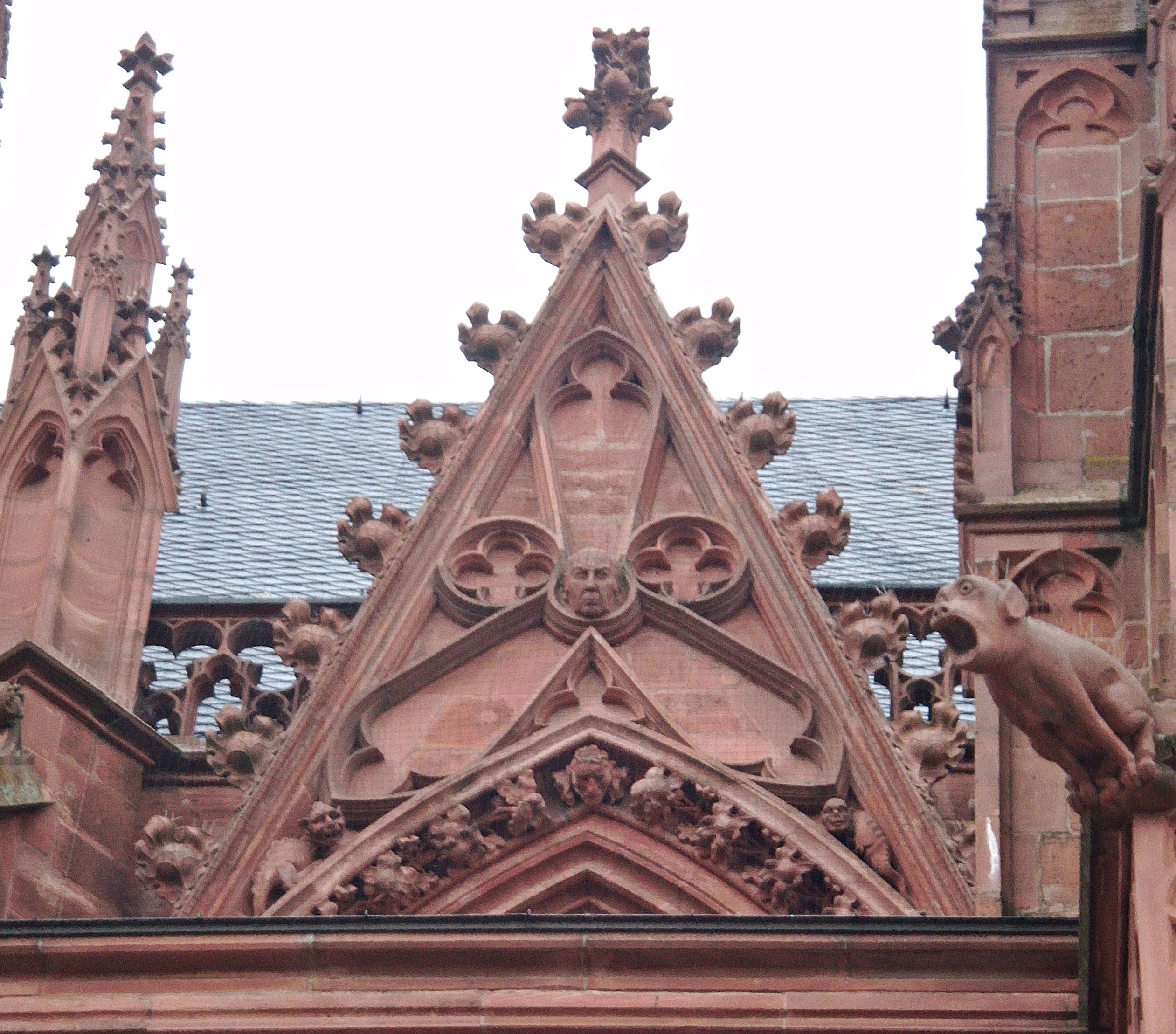
Kopf von Theodor Heuss, mittig in einem Wimperg der Südseite. Darunter in der Archivoltenzone eine Blattmaske

Der Stadtbevölkerung war es nicht möglich, die Kirche neu aufzubauen. Es wurde versucht, auszubessern und die verbliebene Bausubstanz zu bewahren. Unter anderem erhielt damals der Hauptturm eine barocke Haube. In den Jahren 1834 bis 1845 fand eine erste umfassende Renovierung unter Kreisbaumeister Ignaz Opfermann statt.
1873 regte der Notar Lippold die Bildung eines Bauvereins an, der eine Restaurierung vorbereitete. Die Bevölkerung brachte die notwendigen Mittel auf und 1889 war die Kirche fertig. Diese ab 1879 begonnene zweite Renovierung leiteten der Wiener Dombaumeister Friedrich von Schmidt und sein Sohn Heinrich von Schmidt. Vier Glasfenster schuf Alexander Linnemann aus Frankfurt.
Die Wiedereinwölbung des Westchores konnte erst 1937 unter Paul Meißner abgeschlossen werden. Die Glasmalerei entwarf Otto Linnemann aus Frankfurt, u. a. auch das Westrosenfenster. Umfangreiche Unterlagen dazu bewahrt das Linnemann-Archiv auf. 1959 wurden erneut umfangreiche Renovierungsarbeiten vorgenommen. Dabei erhielt die Kopfskulptur eines Obergaden-Wimpergs der Südseite, die erneuert werden musste, die Gesichtszüge des Bundespräsidenten Theodor Heuss. Zusammen mit dieser Skulptur stellen in drei weiteren Wimpergen der Kopf eines Kindes sowie der Kopf eines jungen Mannes und der eines Greises symbolisch das Werden und das Vergehen dar. 1965 wurden die Nordfront der Kirche und die Galerie des Vierungsturms renoviert.

## Oppenheimer Rose

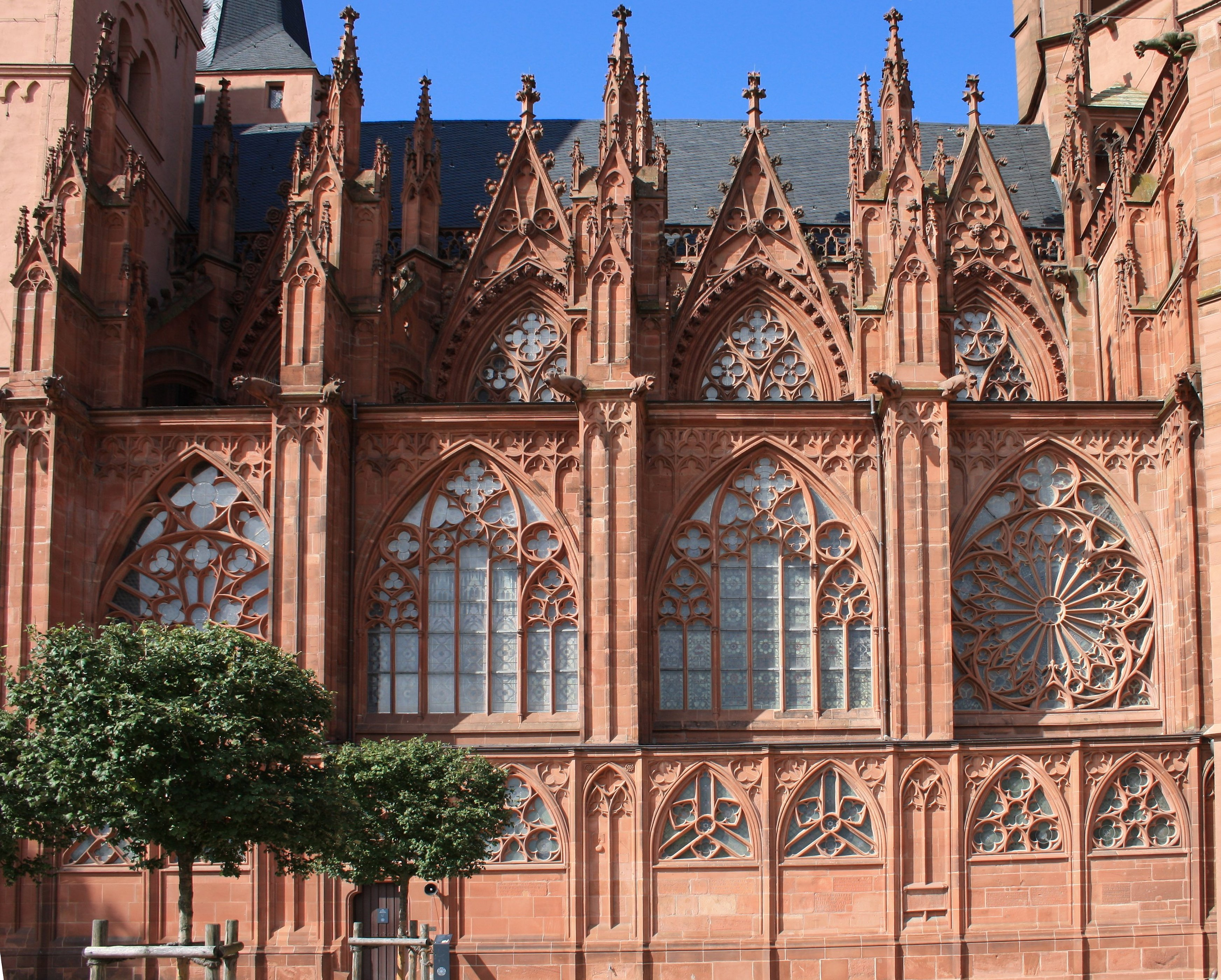
Südfassade der Katharinenkirche mit Rosettfenster

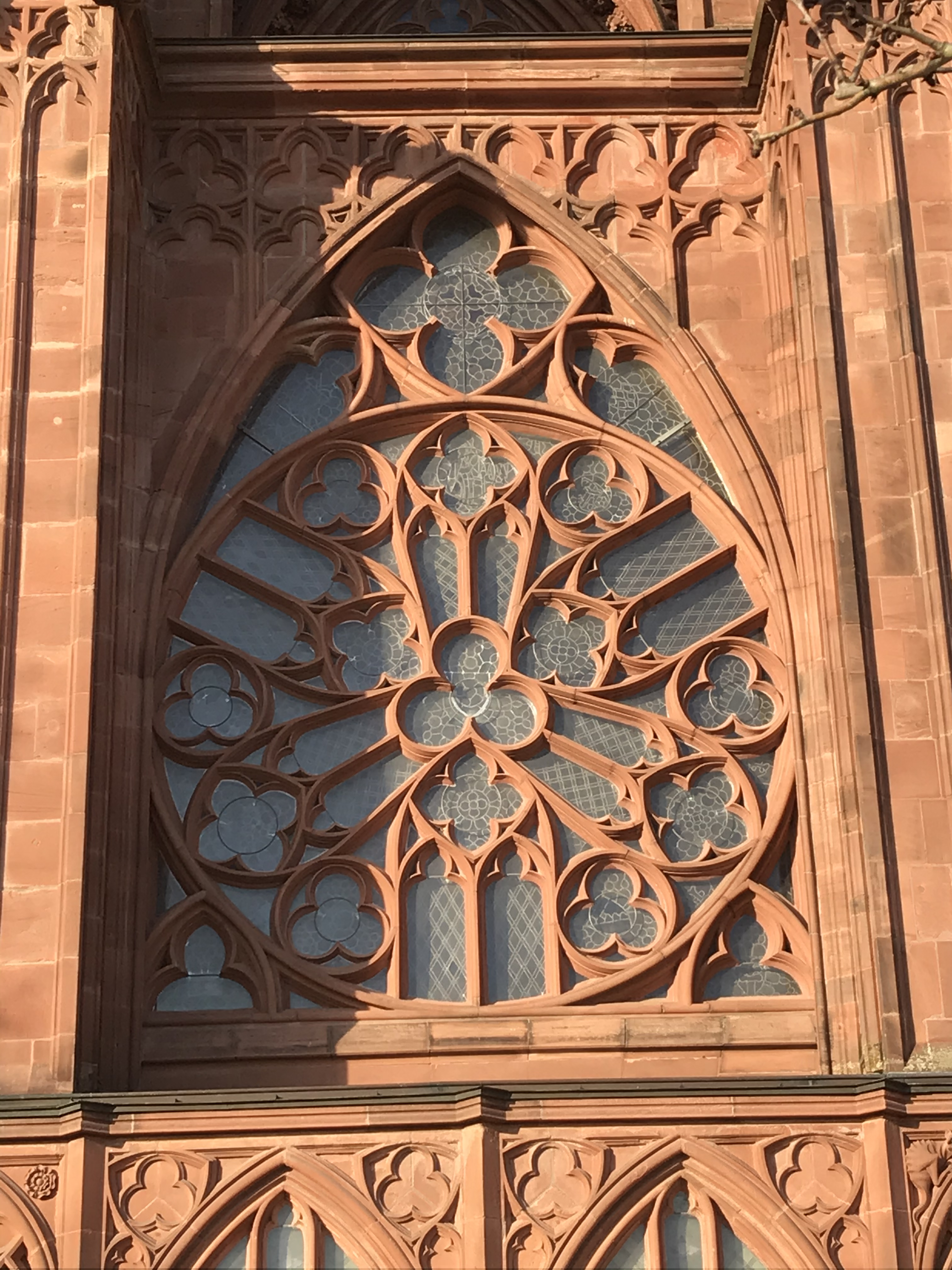
Katharinenkirche Oppenheim Lilienfenster

### Geschichte und Motive der Fenster
Die Katharinenkirche ist vor allem wegen ihrer Fenster mit reichem Maßwerk bekannt. Die bedeutendsten sind die beiden Fenster in der Südfassade, das „Lilienfenster“, das 1937 neu verglast wurde, und die sogenannte „Oppenheimer Rose“, deren Glasscheiben aus dem 14. Jahrhundert (1332/1333) weitgehend original erhalten sind. Als Grundriss der Oppenheimer Rose diente eine Heckenrose. Die Mitte des Fensters ziert der Reichsadler, das Oppenheimer Stadtwappen. Im Kreis um das Stadtwappen sind die Wappen der Oppenheimer Ratsherren aus dem Jahre 1332/33 angeordnet.

### Legende von der Oppenheimer Rose
Die Bürger der Stadt Oppenheim hatten als Bildhauer für ihre Kirche einen bekannten Meister aus Mainz gewonnen. Neben vielem anderen entwarf er mit großer Sorgfalt das Maßwerk einer Fensterrose. Die Ausführung der Rose überließ er allerdings einem Gesellen. Dieser war mit Feuereifer bei der Sache. Beim Bauen veränderte er, ohne es zu bemerken, den Entwurf seines Meisters und schuf so ein eigenes Kunstwerk. Als der Meister die Veränderungen sah, schalt er ihn: „Das ganze Bildwerk hat deine Bubenhand verdorben.“ Ein Faustschlag traf den Gesellen, der so unglücklich vom Gerüst fiel, dass er seinen Verletzungen erlag. Die Oppenheimer hielten den Sturz für einen Unglücksfall. Als sie die hervorragende Arbeit des Gesellen sahen, sagten sie: „Der Lehrjunge hat seinen Meister übertroffen.“ Seitdem ließ die Kunst des Meisters nach und er starb nach wenigen Jahren in geistiger Umnachtung.

## Ausstattung

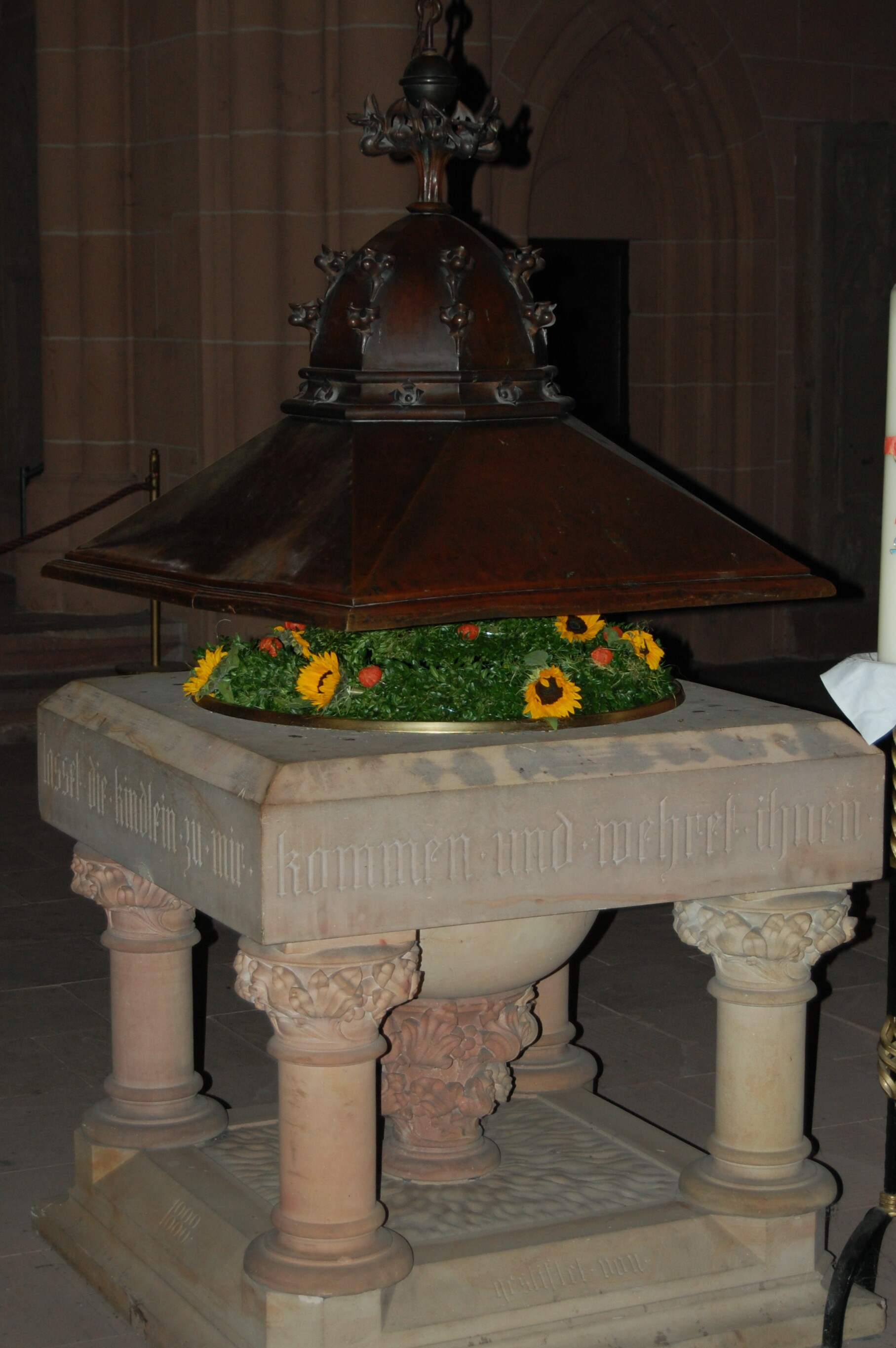
Taufstein Katharinenkirche in Oppenheim

### Taufbecken
Der Entwurf für das Taufbecken stammt von dem gebürtig aus Oppenheim stammenden Architekten Paul Wallot, dem Erbauer des Reichstagsgebäudes in Berlin. In der Gestalt des Taufsteins vermag man Anklänge an die damalige Kuppelkonstruktion dieses Gebäudes zu erkennen. Gestiftet wurde das Taufbecken im Jahre 1888 von Johann Wilhelm Wallot, dem Vater von Paul Wallot.

### Grabdenkmäler
Die Mitglieder der in Oppenheim ansässigen Adelsfamilien waren bestrebt, sich in der Katharinenkirche beisetzen zu lassen. Ursprünglich befanden sich über 100 Grabdenkmäler in der Kirche. Viele von ihnen wurden bei der Zerstörung der Stadt 1689 vernichtet. Unter den erhaltenen Grabdenkmälern sind wegen ihrer künstlerischen Qualität die der Dalberger hervorzuheben. Sie waren, wie viele andere Adelsgeschlechter, als Lehnsleute des Kurfürsten von der Pfalz nach Oppenheim gekommen und hatten hier eine ihrer Grablegen.
Im Einzelnen existieren hier die Epitaphien von:
- Johann XI. Kämmerer von Worms († 1415) und seiner Frau, Anna, geb. von Bickenbach († 1415)
- Anna von Helmstatt, Witwe Johann XVII. von Dalberg († 1410)
- Wolfgang III. Kämmerer von Worms genannt von Dalberg, (1426–1476) und seine Gattin Gertrud von Greiffenclau zu Vollrads († 1502)
- Friedrich VI. von Dalberg (1459–1506) und Gattin Katharina von Gemmingen († 1517)
- Wolfgang VI. von Dalberg (1473–1522) und Gattin Agnes von Sickingen († 1517), Schwester von Franz von Sickingen

Von bemerkenswerter Qualität ist auch das Epitaph des kaiserlichen Offiziers Conrad von Hanstein († 1553), mit seiner stehenden Vollfigur.

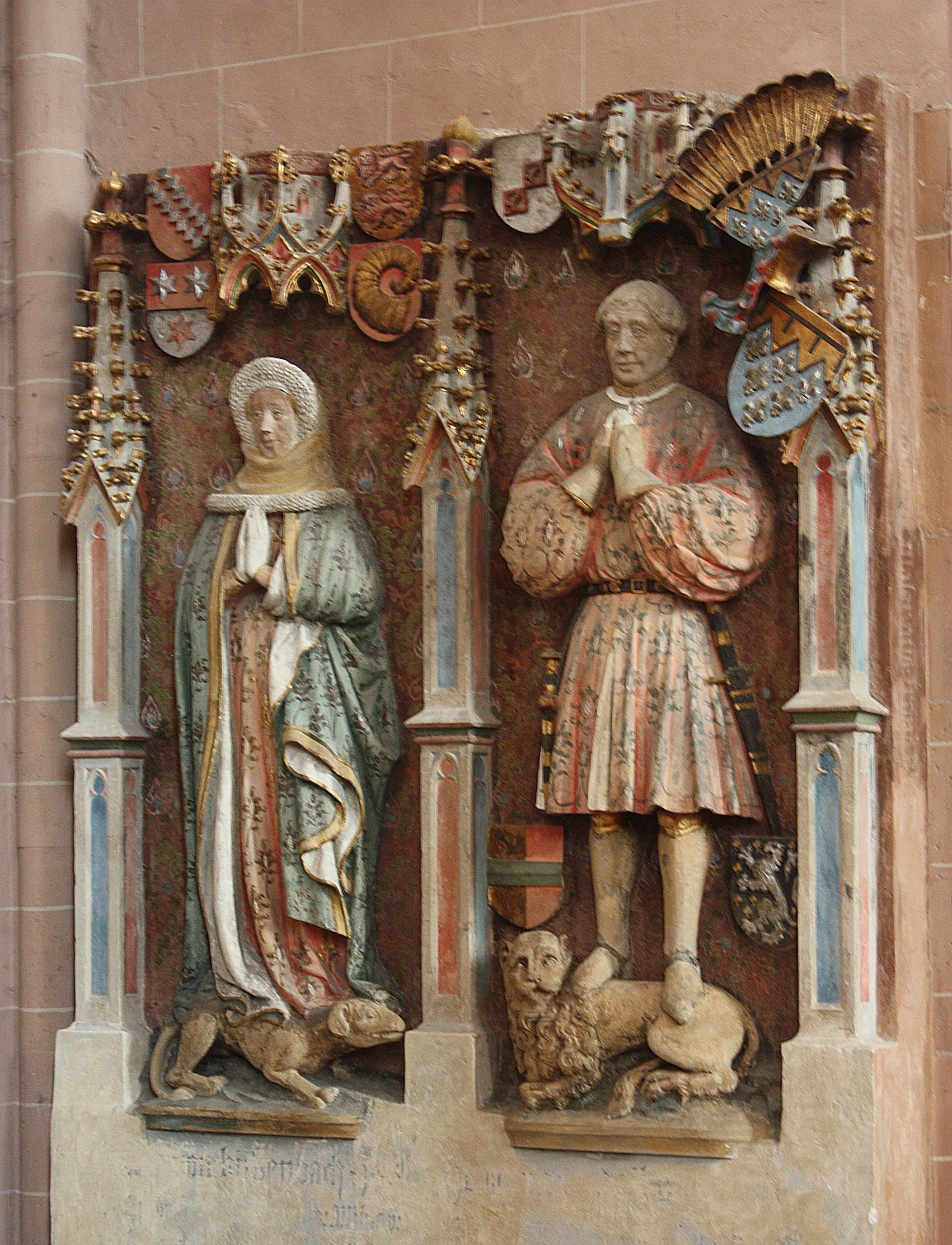
Grabmal Johann XI. Kämmerer von Worms genannt von Dalberg und Anna von Bickenbach
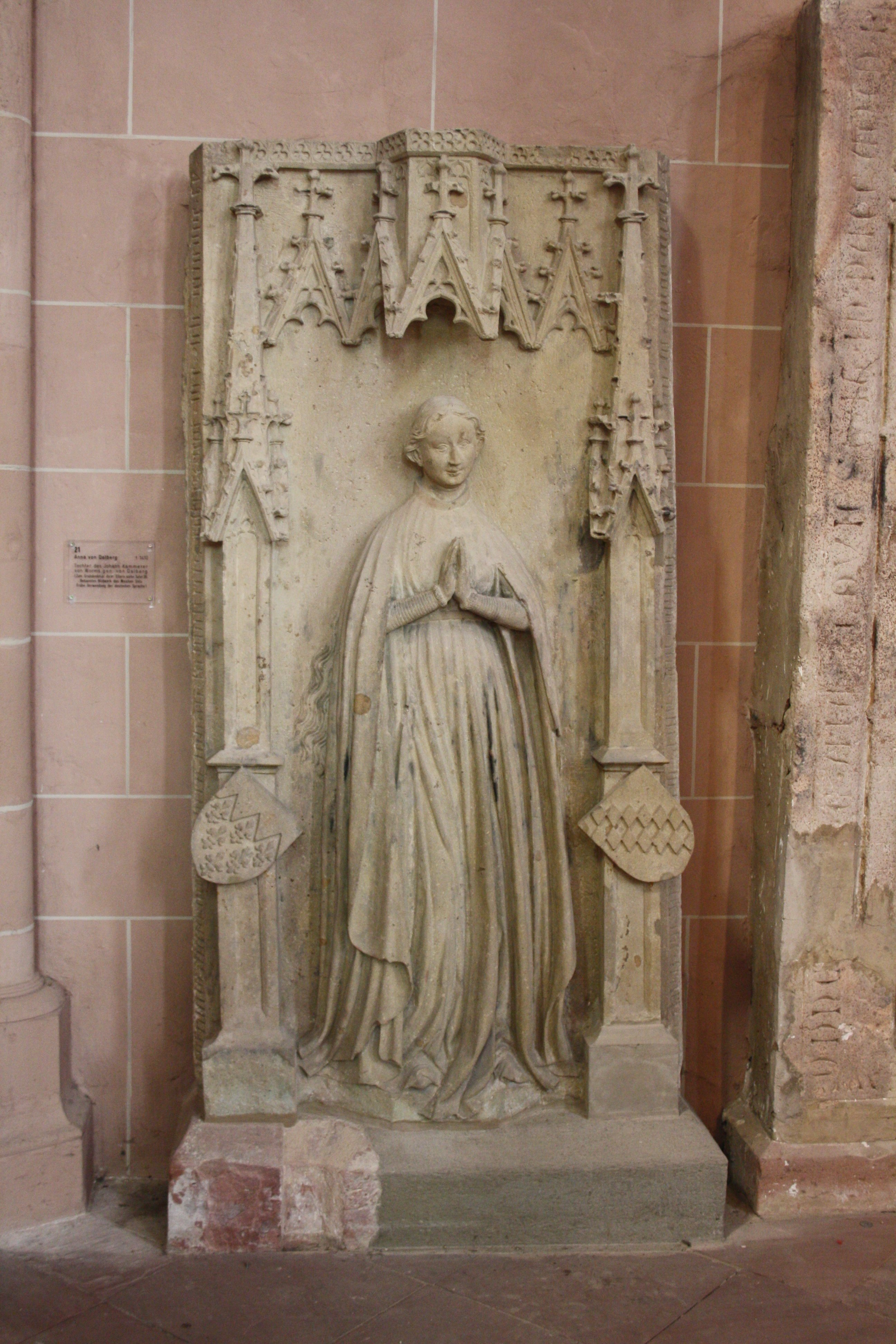
Grabmal Anna von Dalberg
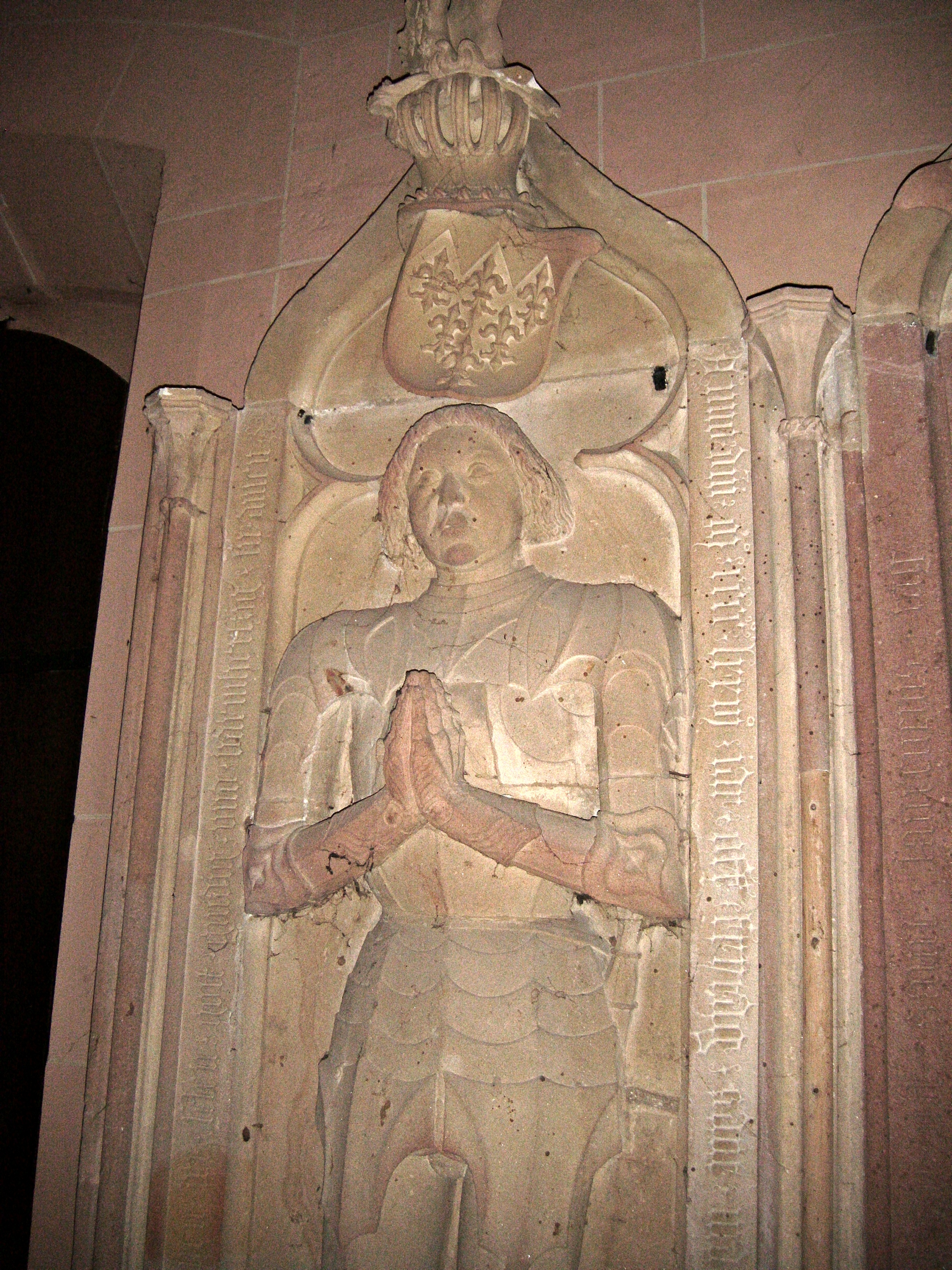
Epitaph Wolfgang III. Kämmerer von Worms
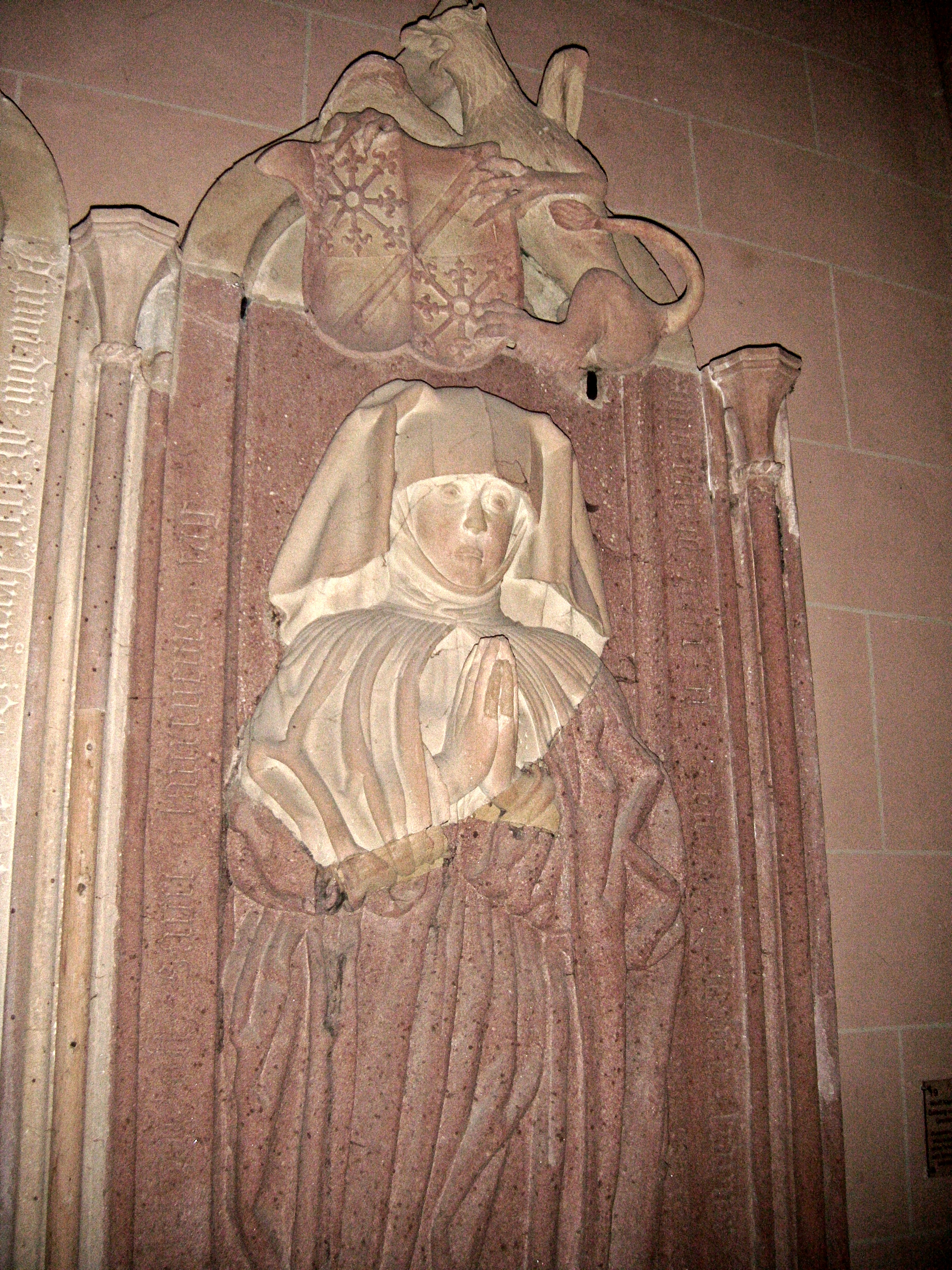
Epitaph Gertrud von Dalberg geb. von Greiffenclau (Gattin Wolf II.)
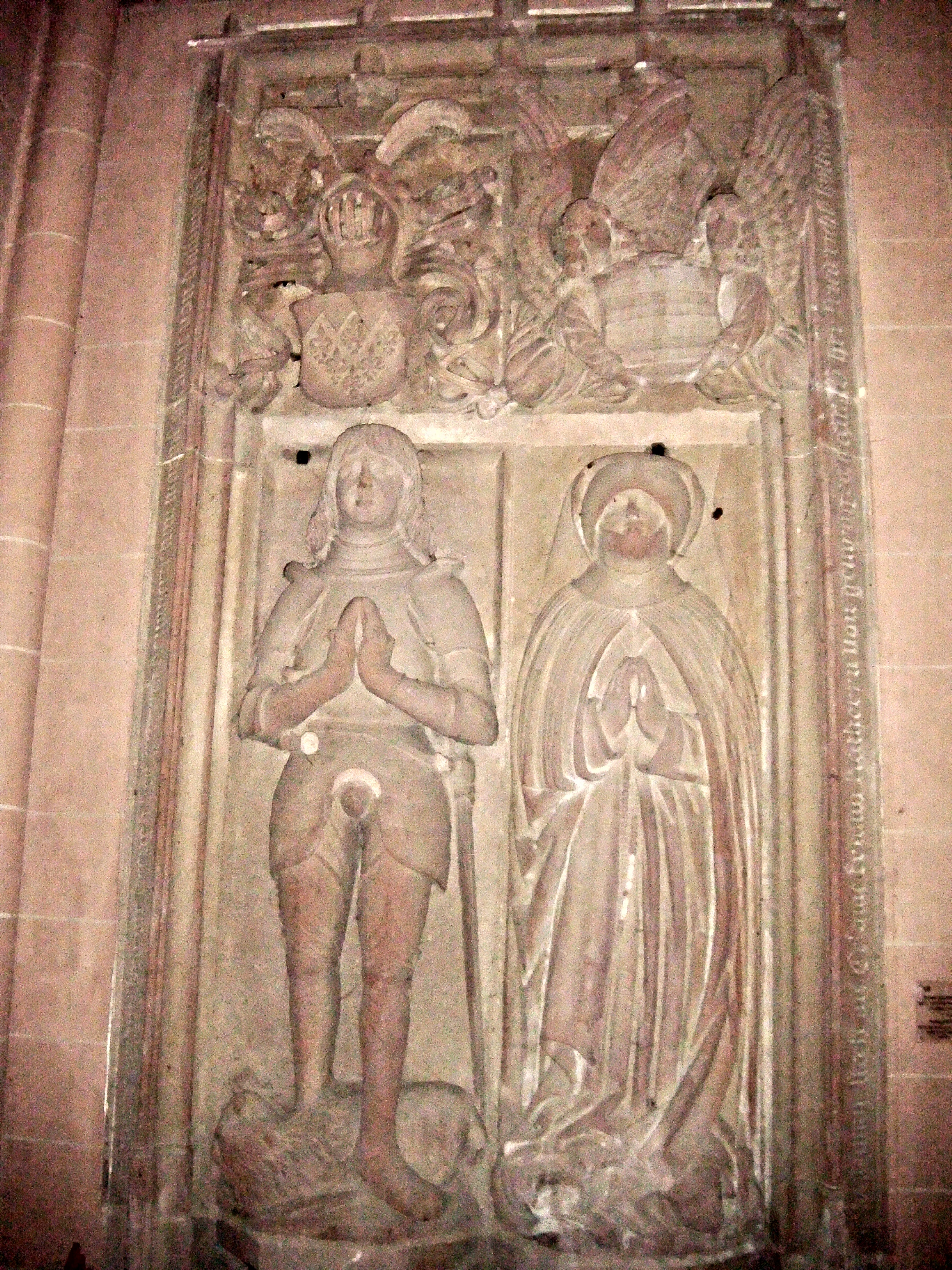
Doppelepitaph Friedrich VI. von Dalberg und Gattin, Katharina von Gemmingen
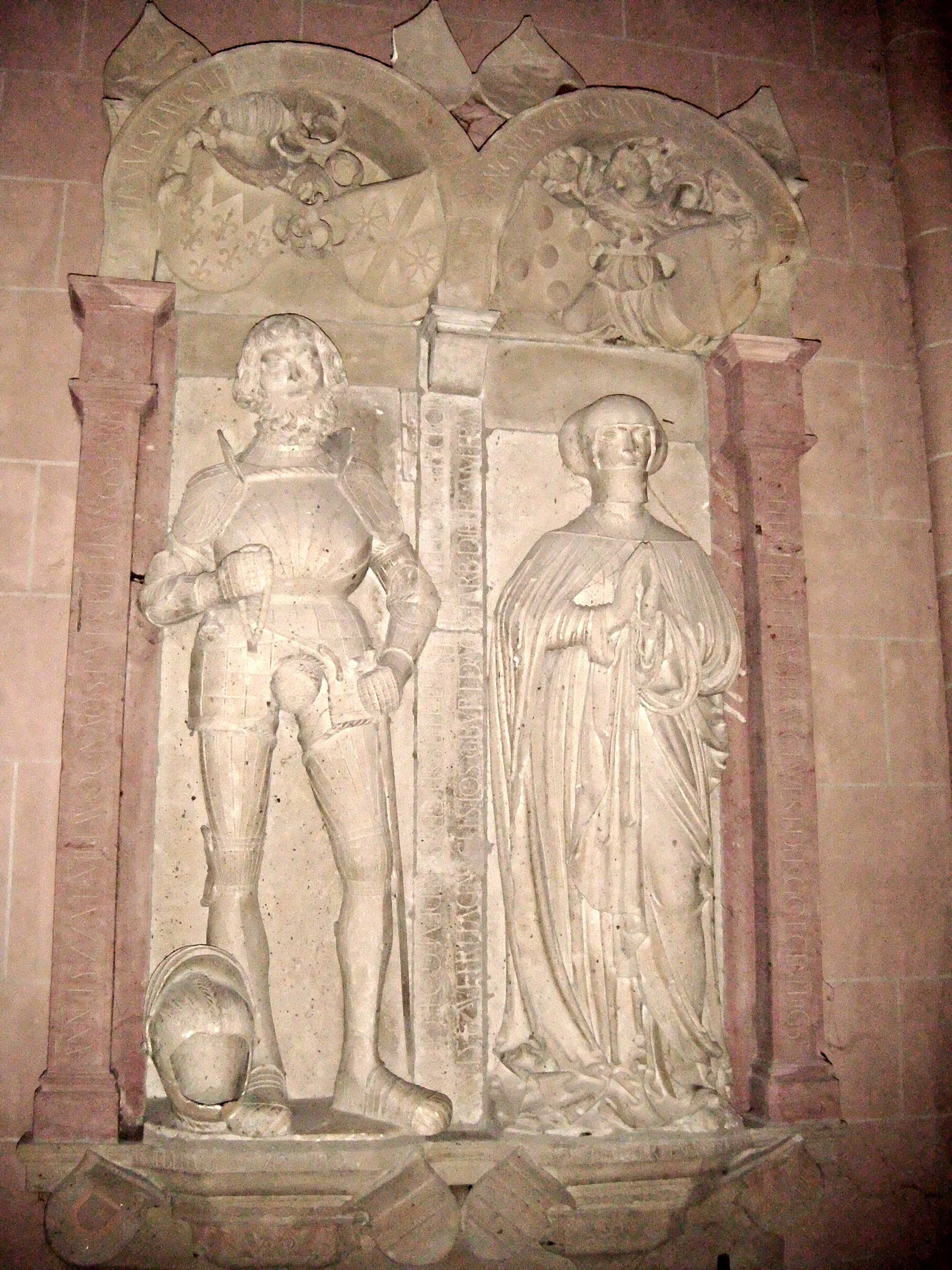
Doppelepitaph Wolfgang VI. von Dalberg und Gattin, Agnes von Sickingen
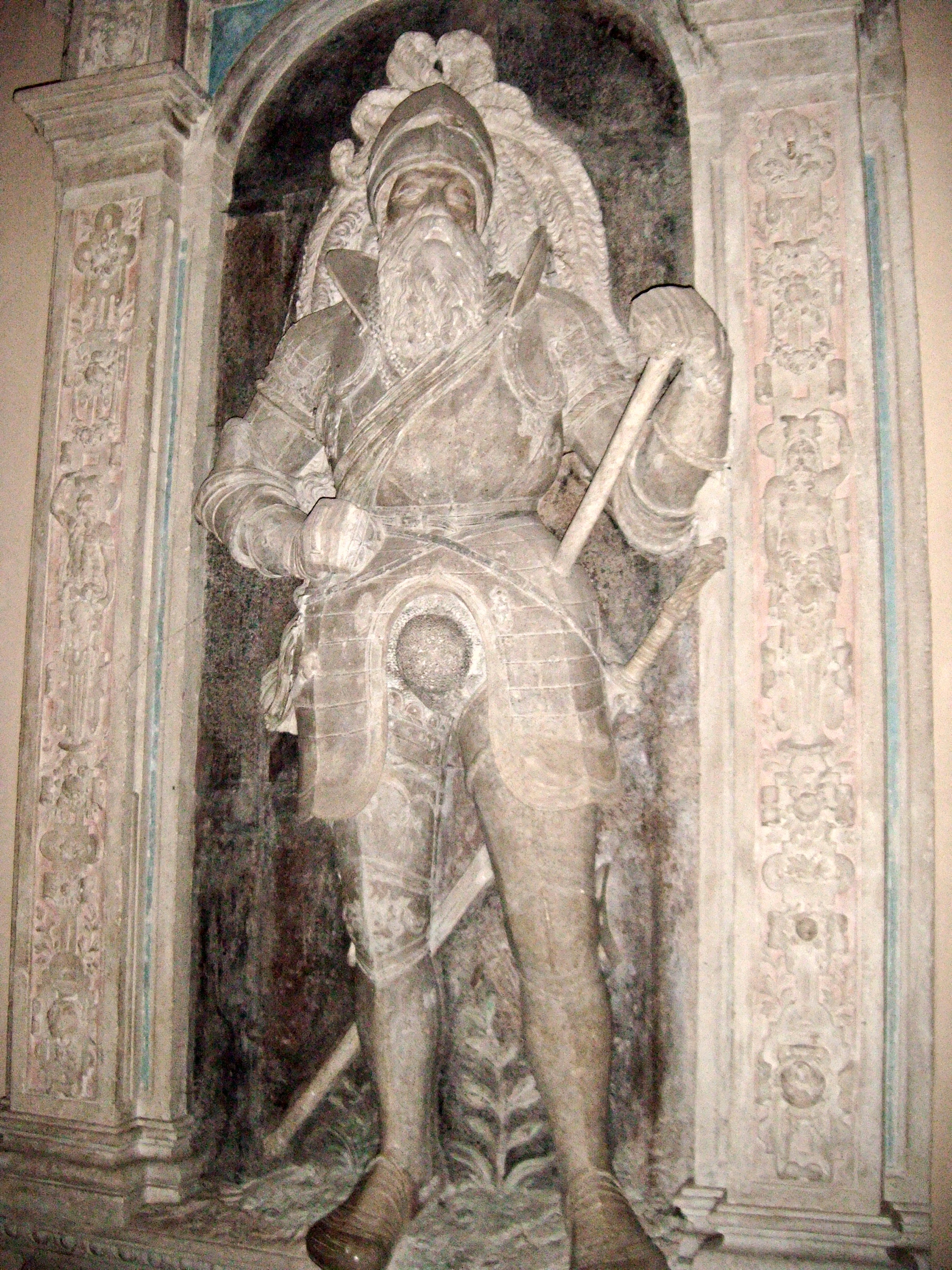
Grabmal des Offiziers Conrad von Hanstein

Neben diesen Epitaphien befanden sich in der Kirche bis zu deren Zerstörung im Pfälzischen Erbfolgekrieg 1689 auch noch eine Reihe heute verlorener Totenschilde für Ritter aus der Familie derer von Dalberg:
- Wolfgang VI. von Dalberg, † 1522
- Wolfgang VII. von Dalberg, † 1527, bestattet in St. Peter in Herrnsheim (heute: Worms)
- Dieter VI. von Dalberg, † 1530, der allerdings in der Kirche von Wallhausen bestattet wurde. Ein Doppelepitaph für ihn und seine Frau, Gertrud von Palandt, befindet sich an der dortigen Kirchhofmauer.[10]
- Ludwig I. von Dalberg, † 1530
- Philipp IV. von Dalberg, † 1533, bestattet in St. Peter in Herrnsheim (heute: Worms)
- Georg von Dalberg, † 1561

Über die oben genannten Epitaphien hinaus gibt oder gab es in der Kirche noch weitere Grabinschriften für Mitglieder der Familien Kämmerer von Worms und von Dalberg:
- Johann XIV. von Dalberg, † 1383
- Greta von Dalberg, Tochter von Johann XIV., † 1383
- Elisabeth von Winneburg, Frau von Johann XI. von Dalberg, † 1397[Anm. 1]
- Anna von Dalberg, Tochter von Johann XI. von Dalberg, † 1410
- Ida von Dalberg, Tochter von Johann XI. von Dalberg, † 1411
- Ludwig I. von Dalberg, † 1530
- Philipp IV. von Dalberg, † 1533, bestattet in St. Peter in Herrnsheim (heute: Worms)
- Georg von Dalberg, † 1561

Historische Quellen zu den Grabinschriften finden sich bei Georg Helwich (1610) und Friedrich Peter Wundt (1791).

## Orgeln

### Hauptorgel

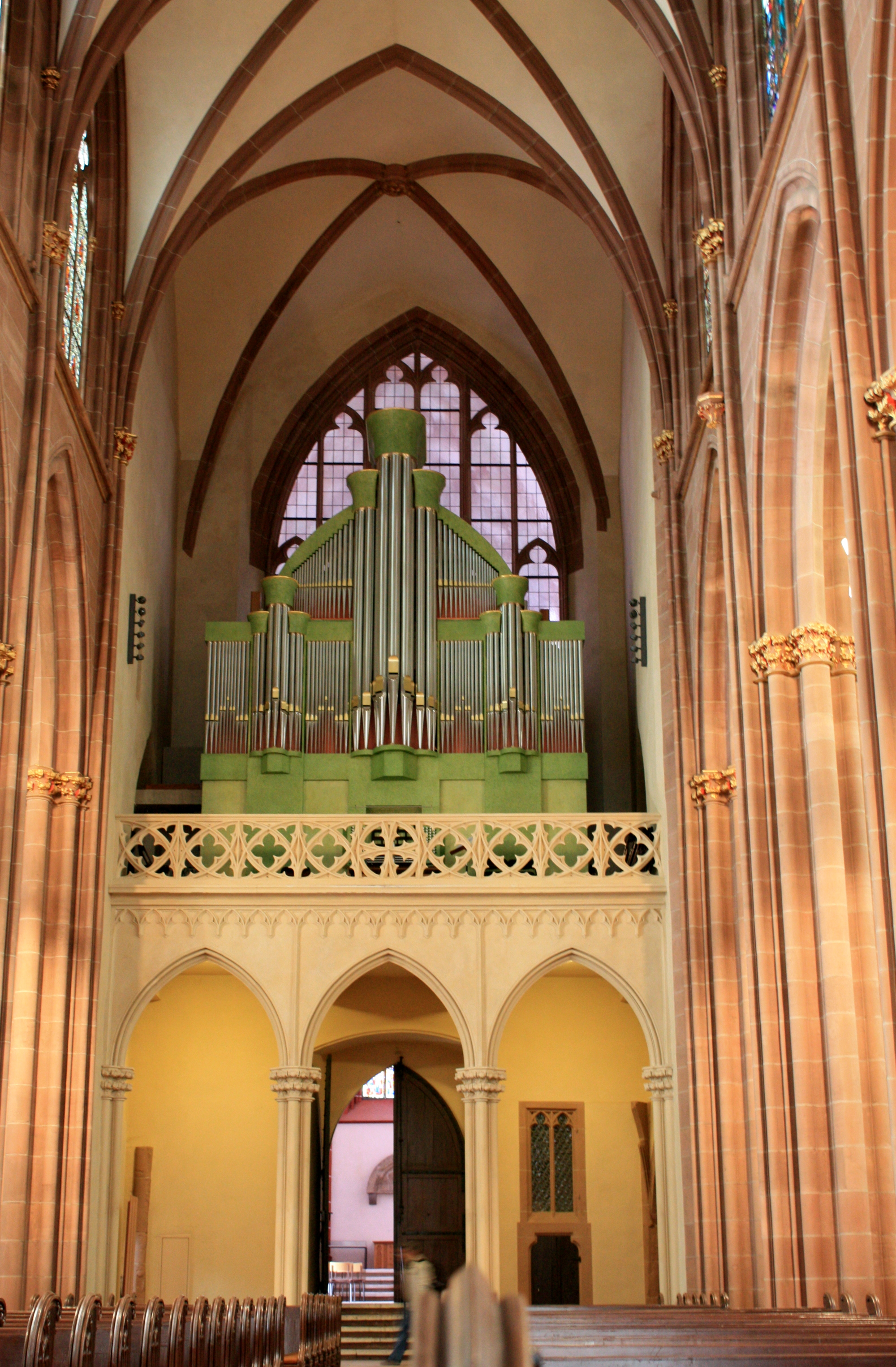
Westfassade mit Orgel

Die große Orgel der Katharinenkirche wurde 2004 bis 2006 von Gerald Woehl (Marburg) erbaut. Das Instrument besteht teilweise aus historischem Pfeifenmaterial aus der Orgel von Eberhard Friedrich Walcker aus dem Jahr 1871. Bislang wurden 17 Register der Walcker-Orgel im neuen Instrument wieder verwendet. Der Einbau zweier weiterer Register ist für einen späteren Zeitpunkt vorgesehen. Das Instrument hat mechanische Spieltrakturen und mechanische Koppeln. Die Registertraktur ist elektrisch.
| I Hauptwerk C–a3 |                     |       |       |
| 1.               | Principal           | 16′   |       |
| 2.               | Bordun              | 16′   | W (v) |
| 3.               | Principal           | 08′   |       |
| 4.               | Rohrflöte           | 08′   | W     |
| 5.               | Flûte harmonique    | 08′   |       |
| 6.               | Gambe               | 08′   | W     |
| 7.               | Octave              | 04′   |       |
| 8.               | Gemshorn            | 04′   | W     |
| 9.               | Quinte (aus Nr. 11) | 2 ⁄3′ | W     |
| 10.              | Octave              | 02′   |       |
| 11.              | Cornett IV-VI       |       | W     |
| 12.              | Mixtur VI           | 02′   |       |
| 12b.             | Cimbel III          | 1 ⁄3′ |       |
| 13.              | Trompete            | 16′   |       |
| 14.              | Trompette           | 08′   |       |

| II Schwellwerk C–a3 |             |        |       |
| 15.                 | Gedeckt     | 16′    | W     |
| 16.                 | Principal   | 08′    | W     |
| 17.                 | Salicional  | 08′    | W     |
| 18.                 | Unda maris  | 08′    |       |
| 19.                 | Doppelflöte | 08′    |       |
| 20.                 | Gedeckt     | 08′    | W     |
| 21.                 | Octave      | 04′    | W     |
| 22.                 | Flöte       | 04′    | W     |
| 23.                 | Nasard      | 2 ⁄3′  |       |
| 24.                 | Octave      | 02′    | W     |
| 25.                 | Terz        | 1 3⁄5′ |       |
| 26.                 | Mixtur IV-V | 02′    |       |
| 27.                 | Trompete    | 08′    | W (v) |
| 28.                 | Clarinette  | 08′    |       |
|                     | Tremulant   |        |       |

| III Récit C–a3 |                   |     |   |
| 29.            | Quintaton         | 16′ |   |
| 30.            | Flûte traversière | 08′ |   |
| 31.            | Cor de nuit       | 08′ |   |
| 32.            | Viole de Gambe    | 08′ |   |
| 33.            | Voix céleste      | 08′ |   |
| 34.            | Fugara            | 04′ | W |
| 35.            | Flûte octaviante  | 04′ |   |
| 36.            | Octavin           | 02′ |   |
| 37.            | Bombarde          | 16′ |   |
| 38.            | Trompette harm.   | 08′ |   |
| 39.            | Clairon harm.     | 04′ |   |
| 40.            | Basson Hautbois   | 08′ |   |
| 41.            | Voix humaine      | 08′ |   |
|                | Tremulant         |     |   |

| Pedal C–f1 |                       |     |   |
| 42.        | Groß-Untersatz        | 32′ |   |
| 43.        | Grand Bourdon         | 32′ |   |
| 44.        | Principal (=Nr. 1)    | 16′ |   |
| 45.        | Kontrabass            | 16′ | W |
| 46.        | Violon                | 16′ |   |
| 47.        | Subbass               | 16′ | W |
| 48.        | Gedecktbass (=Nr. 15) | 16′ | W |
| 49.        | Octavbass             | 08′ |   |
| 50.        | Violoncello           | 08′ |   |
| 51.        | Bassflöte             | 08′ |   |
| 52.        | Flöte                 | 04′ |   |
| 53.        | Posaune               | 16′ | W |
| 54.        | Basstrompete          | 08′ |   |
| 55.        | Bombarde              | 16′ |   |
| 56.        | Trompette             | 08′ |   |
| 57.        | Clairon               | 04′ |   |

- Koppeln:
  - Normalkoppeln: II/I, III/I, III/II, I/P, II/P, III/P
  - Superoktavkoppeln: III/P
  - Suboktavkoppeln: I/I, III/I, III/II, III/III
- Spielhilfen:
- Anmerkungen: Setzeranlage, Crescendowalze

W = Register von Walcker aus dem Jahr 1871
W (v) = historisches Register von Walcker, für späteren Einbau vorbereitet

### Chororgel
Im Querhaus des Ostchores der Katharinenkirche steht als Chororgel ein schwellbares Polyphon der Firma Debierre (Nantes), Prototyp von 1885, mit der Disposition:
| Manual C–g3 |                  |     |
| 1.          | Bordun           | 16′ |
| 2.          | Bordun           | 08′ |
| 3.          | Flûte harmonique | 08′ |
| 4.          | Violoncello      | 08′ |
| 5.          | Voix céleste     | 08′ |
| 6.          | Flûte octaviante | 08′ |
| 7.          | Trompette        | 08′ |

- Koppeln:
  - Superoktavkoppel
- Geteilte Lade (h0/c1),
- mechanische Transponiereinrichtung in alle 12 Halbtöne
- mechanische Balganlage und elektrisches Gebläse

### Orgelpositiv
Die Katharinenkirche besitzt als weitere Orgel in der Michaelskapelle ein Positiv, das 1981 von der Firma Zimnol erbaut wurde. Es hat folgende Disposition:
| I Manual |           |    |
| 1.       | Gedackt   | 8′ |
| 2.       | Flöte     | 4′ |
| 3.       | Prinzipal | 2′ |

Als Kirchenmusiker sind seit Juni 1992 Propsteikantor Ralf Bibiella und Katrin Bibiella tätig.

## Pfarrer
1797 bis 1807 war Karl Mohr zweiter Pfarrer an der Katharinenkirche.

## Michaelskapelle und Beinhaus
In unmittelbarer Nähe der Katharinenkirche steht nördlich die Michaelskapelle, eine Totenkapelle mit Beinhaus. Erbaut wurde sie vor 1424 und nach dem Erzengel Michael benannt, der als Geleiter der Seelen verehrt wird. Im Beinhaus im Untergeschoss der Kapelle sind Knochen von etwa 20.000 Oppenheimer Bürgern aus den Jahren 1400 bis etwa 1750 aufgeschichtet. Sie wurden hierhin umgebettet, nachdem auf dem Friedhof kein Platz für weitere Bestattungen mehr war. Wie es heißt, schändeten amerikanische Soldaten gegen Ende des Zweiten Weltkrieges die Stätte, weil sie angeblich hinter den sorgsam aufgeschichteten Gebeinen einen Schatz vermuteten, den es aber nicht gab. Später habe Pfarrer Blümle mithilfe von Konfirmanden die Ordnung wiederhergestellt. Wahrscheinlich ist das Oppenheimer Beinhaus das größte und am besten erhaltene seiner Art in Deutschland.